# Pré-Histórias
Pré-histórias é o segundo álbum de Sérgio Godinho, lançado em 1972.  

## Descrição do álbum
Gravado em França em 1972 mas só editado em Portugal em 1973, num período em que Sérgio Godinho estava radicado no Canadá, o seu segundo álbum de originais é um trabalho de uma expressiva e insuspeita maturidade de onde saíram alguns dos seus clássicos mais unânimes e incontornáveis ("Barnabé", "A Noite Passada", "Pode Alguém Ser Quem Não É?", "O Homem dos Sete Instrumentos"). 
E, num período onde a intervenção era de rigor para os jovens cantores-compositores, Godinho assina um conjunto de canções de extraordinária atenção às emoções pessoais.

## Faixas
O disco é composto pelos temas: 
1. "Barnabé" – 3:17
2. "A noite passada" – 4:29
3. "Aprendi a amar" – 2:58
4. "Eh! Meu irmão (ou mais uma canção de medo)" – 2:18
5. "Porto, Porto" – 4:17
6. "O'Neill (alguns poemas com endereço)", letra de Alexandre O'Neill – 1:03
7. "Pode alguém ser quem não é?" – 2:50
8. "Até Domingo que vem" – 3:05
9. "Já a vista me fraqueja" – 3:37
10. "O homem dos sete instrumentos" – 3:35

## Ligações Externas
- VEVO | Tema A noite passada